# Notre-Dame-du-Pé
Notre-Dame-du-Pé è un comune francese di 577 abitanti situato nel dipartimento della Sarthe nella regione dei Paesi della Loira.

## Società

### Evoluzione demografica
Abitanti censiti